# Lijst van dirigenten
Dit is een lijst van orkestdirigenten:

## A
- Claudio Abbado
- Komei Abe
- José Antonio Abreu
- Bernardo Adam Ferrero
- Samuel Adler
- Georges Aeby
- Vasili Agapkin
- Yuri Ahronovich
- Toshio Akiyama
- José Alamá Gil
- Juan Alborch Miñana
- Atso Almila
- Marin Alsop
- Germán Álvarez Beigbeder
- Antonín Ambrož
- Raine Ampuja
- Karel Ančerl
- Pablo Anglés Galindo
- Ernest Ansermet
- Hiroshi Aoshima
- Kanat Akhmetov
- Teodoro Aparicio Barberán
- Henri Arends
- Enrique Artiga Francés
- Perfecto Artola Prats
- Vladimir Asjkenazi
- Miguel Asins Arbó
- Georgi Atanasov
- Blas Emilio Atehortúa
- Kurt Atterberg
- Luis Ayllón Portillo

## B
- Sven-Erik Bäck
- Leonardo Balada
- Jean Balissat
- Rafael Ballesteros García
- John Barbirolli
- Lajos Bárdos
- Daniel Barenboim
- James Barnes
- Mojmír Bártek
- Leonid Bashmakov
- René-Emmanuel Baton
- Arnold Bax
- Josef Bayer
- Eduard van Beinum
- Karel Bělohoubek
- Alexander Belyakov
- Edson Beltrami
- Paul Ben-Haim
- Frank Bencriscutto
- Warren Benson
- Albert Benz
- Roberto Benzi
- Manuel Berná García
- Leonard Bernstein
- Pietro Berra
- Gary Bertini
- Henri Montan Berton
- Pierre Bigot
- Theo van der Bijl
- Jaroslav Bílý
- Zbyšek Bittmar
- Herbert Blomstedt
- Nicolas Bochsa
- Robert Austin Boudreau
- Hermann Ludwig Blankenburg
- Matthieu Frédéric Blasius
- Karl Böhm
- François-Adrien Boieldieu
- Oscar Borg
- Antonín Borovička
- Elliot Del Borgo
- Willi Boskovsky
- Douglas Bostock
- Robert Austin Boudreau
- Rutland Boughton
- Pierre Boulez
- Derek Bourgeois
- Roger Boutry
- Johannes Brahms
- Pedro Braña Martínez
- Jindřich Brejšek
- Eugen Brixel
- Henri Büsser
- Joseph-David Buhl
- Dionisio Buñuel Gutiérrez
- Jarmil Burghauser

## C
- Louis Cahuzac
- Karina Canellakis
- Giuseppe Maria Gioacchino Cambini
- Antônio Carlos Neves Campos
- Christian Cannabich
- Juan Enrique Canet Todolí
- Michele Carafa de Colobrano
- Carl Carl
- Roberto Carnevale
- Manuel Carrascosa Garcia
- Emilio Cebrián Ruiz
- Sergiu Celibidache
- José María Cervera Collado
- José María Cervera Lloret
- Franco Cesarini
- Riccardo Chailly
- Elim Chan
- Ruperto Chapí y Lorente
- Ernest Chausson
- Frédérique Chauvet
- Carlos Chávez
- Salvador Chuliá Hernández
- Franz Cibulka
- Miroslav Císař
- Graziella Conca
- August Conradi
- Johann Georg Conradi
- Peggy Stuart Coolidge
- Gary Cooper
- Aaron Copland
- Evert Cornelis
- Eugene Migliaro Corporan
- Javier Costa Císcar
- Ángel Crespo García
- Bernhard Henrik Crusell

## D
- Jean Daetwyler
- Andrew Davis
- Colin Davis
- Dirk De Caluwe
- Pavel Dědeček
- Michel Delgiudice
- Martijn Dendievel
- Stéphane Denève
- José Vicente Díaz Alcaina
- Boris Aleksandrovitsj Diev
- Désiré Dondeyne
- Christoph von Dohnányi
- Ernő Dohnányi
- Cornelis Dopper
- Ricardo Dorado Janeiro
- Antal Doráti
- Gustavo Dudamel

## E
- José Vicente Egea Insa
- Ferenc Erkel

## F
- Jan Fadrhons
- Nicolas Falcone
- Frederick Fennell
- Ferrer Ferrán
- José Ferriz Llorens
- Ernst Wilhelm Floessel
- Gustavo Fontana
- Aldo Rafael Forte
- Jean Fournet
- José Cristino Franco Ribate
- Ferenc Fricsay
- Carl Friedemann
- Gemba Fujita
- Wilhelm Furtwängler

## G
- Arnold Dominick Gabriel
- Blas Galindo
- Enrique García Asensio
- Ramón García Soler
- Ignacio García Vidal
- Joaquín Gaztambide Garbayo
- John Eliot Gardiner
- Dick van Gasteren
- Alexander Geluk
- Valeri Gergiev
- Joaquín Gericó Trilla
- Karl Geroldinger
- Luis Gianneo
- Jerónimo Giménez y Bellido
- Oscar Giúdice
- Carlo Maria Giulini
- Werner Wolf Glaser
- Aleksandr Glazoenov
- Edwin Franko Goldman
- Richard Franko Goldman
- Berthold Goldschmidt
- Eugenio Gómez García
- José Salvador González Moreno
- Morton Gould
- José Grau Benedito
- Miguel Ángel Grau Martínez
- Francisco Grau Vegara
- Mirga Gražinytė-Tyla
- Olaus Andreas Grøndahl
- Cor de Groot
- Mozart Camargo Guarnieri
- Jesús Guridi Bidaola
- Francisco Javier Gutiérrez Juan

## H
- Hellmut Haase-Altendorf
- Hartmut Haenchen
- Daron Aric Hagen
- Reynaldo Hahn
- Bernard Haitink
- Howard Hanson
- Nikolaus Harnoncourt
- Felix Hauswirth
- Hikaru Hayashi
- Bernhard Heher
- Antony Hermus
- Hayato Hirose
- Lute Hoekstra
- Milan Horvat
- Hiroshi Hoshina
- Egil Hovland
- Paul Huber
- Jiří Hudec sr.
- Donald Hunsberger
- Helge Hurum
- Karel Husa

## I
- Eliahu Inbal
- José Insa Martínez
- Michail Ippolitov-Ivanov
- Merle Isaac
- Yasuhide Ito
- Nikolaj Pavlovitsj Ivanov-Radkevitsj
- Iwan Iosif Ivanovici
- Hiroyuki Iwaki
- José Manuel Izquierdo Romeu

## J
- Robert Jager
- Boudewijn Jansen
- Mariss Jansons
- Neeme Järvi
- Stanislav Jelínek
- Alfredo Javaloyes López
- Joseph Willcox Jenkins
- Davorin Jenko
- Jaroslav Ježek
- Eugen Jochum
- Armin Jordan
- Philippe Jordan
- Louis-Antoine Jullien

## K
- Mauricio Kagel
- Walter Kalischnig
- Jan van Kamer
- Karina Canellakis
- Shigeru Kan-no
- Artur Kapp
- Herbert von Karajan
- Lucrecia Kasilag
- Tsunanobu Kawamoto
- Masaru Kawasaki
- Thomas Keighley
- Albert Edward Kelly
- Bryan Kelly
- Lothar Kempter
- Vincent Kennedy
- Terry Kenny
- Willy Kenz
- Fred Kepner
- Gustave Kerker
- Daniel Kessner
- Teruhiro Kikuichi
- Mark Kilstofte
- Kim Chung Gil
- Bryan Kidd
- Yoshihiro Kimura
- Jeffrey King
- Karl L. King
- Franz Kinzl
- Hubert Kicken
- William Kiefer
- Eduard Kiesler
- Albert Kircher
- Vigilio Kirchner
- George T. Kirck
- Theron Kirk
- Kazuto Kitahara
- Bjørn Morten Kjærnes
- Eri Klas
- Werner Klebba
- Sales Kleeb
- Carlos Kleiber
- Erich Kleiber
- Leonhard Kleiber
- John Klein
- Josef Klein
- Manuel Klein
- George Kleinsinger
- Anton Klemm
- Otto Klemperer
- Hans-Gerd Klesen
- Josef Klička I
- Josef Klička II
- Gilbert Klien
- Hans Kliment jr.
- Hans Kliment sr.
- Henri Kling
- Bogumil Klobučar
- August Klughardt
- František Kmoch
- Peter Kneale
- Richard Knoch
- Erland von Koch
- Frederick Koch
- Otto Kockert
- Alois Kocourek
- Richard Koebner
- Herbert König
- Franz Königshofer
- Miroslav Könnemann
- Karl-Heinz Köper
- Edmund Kötscher
- Koh Chang-su
- Ellis Kohs
- Harald Kolasch
- Karl Kolb
- Hans Kolditz
- Johann Koller
- Jean-Claude Kolly
- Karel Komzák I
- Karel Komzák II
- Karel Komzák III
- Soichi Konagaya
- Jo Kondo
- Kirill Kondrasjin
- Willi Konrad
- Paul Kont
- Simon Kooyman
- Vendelín Kopecký
- Barry Kopetz
- Peter Jona Korn
- Thomas Koschat
- Yuji Koseki
- Boris Kosjevnikov
- André Kostelanetz
- Viktor M. Kostelecký
- Josef Kótay
- Boris Koutzen
- Joseph Kovács
- Kazuhiko Koyama
- Jan Evangelista Antonín Koželuh
- Leopold Antonín Koželuh
- Leo Kraft
- William Kraft
- Johann Nepomuk Král
- Josef Král
- Anton Erich Kratz
- Anton Kraul
- Alois Kraus
- Charles Krauschaar
- Clemens Krauss
- Joseph Kreines
- František Krejčík
- Anton Krettner
- Rudolphe Kreutzer
- Johann Krieger
- Johann Philipp Krieger
- Josef Krips
- Henry Krtschil
- Jan Krzywicki
- Rafael Kubelík
- Ladislav Kubeš sr.
- Antonín Kučera
- Eduard Kudelásek
- Joseph Küffner
- Paul Kühmstedt
- Hermann Kuen
- Hubert-Ferdinand Kufferath
- Johann Hermann Kufferath
- Louis Kufferath
- Richard Kugler
- Johannes Kuhlo
- Gary Kulesha
- Hans Kummerer
- Rudolf Kummerer
- Ladislav Kupkovič
- Robert Kurka
- Edy Kurmann
- Keiichi Kurokawa
- Richard Kurth
- Keith Kusterer
- Ernst Kutzer
- Hiroaki Kuwahara
- Christopher Kuzell
- Julian Kwiatkowski
- Trend Kynaston
- Vilém Kyral

## L
- Pierre Nelson Labole
- Anthony LaBounty
- António Maria Catalão Labreca
- Jaroslav Labský
- Amleto Lacerenza
- Giacomo Lacerenza
- Rosario Lacerenza
- Franz Lachner
- Paul Lacôme
- Paul Ladmirault
- John Wesley Lafferty sr.
- Laurie J. Lafferty
- Homer C. LaGassey sr.
- Achille La Guardia
- Ian Laidler
- Teuvo Laine
- Mayhew Lester Lake
- Franz Lakony
- Angelo Lamanna
- John David Lamb
- Kevin G. Lamb
- Marvin Lamb
- Richard Lambert
- Silvio Lamberti
- Thorvald Lammers
- Ricardo Lamote de Grignon y Ribas
- Uèle Lamore
- Jens Bodewalt Lampe
- Karl Landgrebe
- Leon B. Landowski
- Marcel Landowski
- Antonio Landriscina
- István Láng
- Max Lang
- Paul Lange (1857-1919)
- Willy Lange
- Johann Langer (1881-1944)
- Max Langer
- Otto Langey
- Gary Langford
- Wilhelm Langheinrich jr.
- Philippe Langlet
- Joseph Lanner
- Robert Lannoy
- Lawrence Lapin
- Pierre LaPlante
- Julio Laporta Hellín
- Pasquale La Rotella
- Lars-Erik Larsson
- Mats Larsson Gothe
- Alexandru Lascae
- Marcel Lasalmonie
- Josef Laßletzberger
- Gert Last
- James Last
- Carl Latann
- Keith Parmeter Latey
- William P. Latham
- Christian Lauba
- Louis-Philippe Laurendeau
- Paul Lavalle
- Calixa Lavallée
- Daniel Lazarus
- Quirino Lazzarini
- Giampaolo Lazzeri
- Adolf Leander
- Michael Leckrone
- Jack Lee
- William Franklin Lee III
- Young-Jo Lee
- Max Leemann
- Thomas Legrady
- Michel Legrand
- Wilhelm Legrand
- Franz Lehár sr.
- Fritz Lehmann
- Julius Lehnhardt
- Leonard J. Lehrman
- Erik W. G. Leidzén
- Jón Leifs
- Mitch Leigh
- Friedrich Leinert
- Robert Leist
- Ferdinand Leitner
- Kamilló Lendvay
- Concetto Lentini
- Donald A. Lentz
- Beldon Leonard
- Angelo Pio Leonardi
- Leong Yoon Pin
- Andreas Leonhardt
- Bohuslav Leopold
- Virginio Leotardi
- Charles Leroux
- John Lessard
- Ctibor Letošník
- Theodor Robert Leuschner
- Albert Leutner
- Paul Alan Levi
- James Levine
- Micah Levy
- Leonard Mark Lewis
- Walter Lewis
- Walter Lewis (1866)
- Norman Leyden
- Kuo Lian-Chang
- Alessandro Liberati
- Josef Liehmann
- Auguste Liessens
- Giovanni Ligasacchi
- Clifford P. Lillya
- Olof Lindgren
- Peter Joseph von Lindpaintner
- Johann Georg Linike
- Heinz Georg Linke
- Jukka Linkola
- Karl Gottlieb Lippe
- David Liptak
- Alexander Frame Lithgow
- Lowell Preston Little
- Wen-Jin Liu
- Luigi Livi
- Achille Lizzi
- Virgilio Lizzi
- Rafael Lledó García
- Graham Lloyd
- Norman Lloyd
- Hau-Man Lo
- José Joaquim Emeríco Lobo de Mesquita
- Samuel Loboda
- Robert Lobovsky
- Larry Lockwood
- Edward James Loder
- Paul Loeb van Zuilenburg jr.
- Paul Loeb van Zuilenburg sr.
- Edmund Löffler
- Willi Löffler
- Albert Löfgren
- Hanns Löhr
- Friedrich Löhrcke
- Leopold Loeser
- Luigi Logheder
- Alois Loidl
- Luigi Lombardi
- Roman Lombriser
- Edwin London
- Newell Hillis Long
- Robert Longfield
- Biagio Edoardo Longo
- Ercole Agatino Longo
- Napoleone Longo
- Victor López
- Jesús López Cobos
- Manuel López Farfán
- Eduardo López-Chávarri y Marco
- Albert Lorenz
- Ricardo Lorenz
- Rudolf Lorenz
- Albert Loritz
- Howard Lorriman
- Frank Hoyt Losey
- Giuseppe Lotario
- Gustav Lotterer
- Gastone Lottieri
- Alain Louvier
- Paul Lovatt-Cooper
- William Lovelock
- Eleuterio Lovreglio
- Robert Lowden
- Perry George Lowery
- Michele F. Lozzi
- Leighton Lucas
- Giulio Luccarini
- Friedrich Lübbert
- Werner Lüdeke
- Peter Lüssi
- Ernst Lüthold
- Michele Lufrano
- Alois Lugitsch
- Jean-Daniel Lugrin
- Alexandre Luigini
- Fabio Luisi
- Angelo Domenico Luiso
- Andreas Lukacsy
- Zdeněk Lukáš
- Ray E. Luke
- Carl Lumbye
- Georg Lumbye
- Hans Christian Lumbye
- Tippe Lumbye
- Ivar Lunde jr.
- Per Lundkvist
- Torbjörn Lundquist
- Fred Luscomb
- Don Lusher
- Carl Richard Luther
- Carl Lutz
- Guy Luypaerts
- Guy-Claude Luypaerts
- Marc Lys
- Mykola Lysenko
- Henrik Lyssand

## M
- Julius Maasberg
- Gerhard Maasz
- Lorin Maazel
- Teodulo Mabellini
- Giuseppe Macchiotti
- Alfredo Macchitella
- Hamish MacCunn
- Luís Macedo
- Miloš Machek
- John Mackenzie-Rogan
- Andrew R. Mackereth
- Larry MacTaggart
- Edward J. Madden
- Anton Mader
- Carl Mader
- Bruno Maderna
- Leevi Madetoja
- Alberto Madureira da Silva
- Hermann Männecke
- Daniele Maffeis
- Giulio Maffeis (1873-1937)
- Giulio Maffeis (1894-1975)
- Quinto Maganini
- Silvio Maggioni
- Eugene C. Magill
- Albéric Magnard
- Gustav Mahler
- Shafer Mahoney
- Gustav Mahr
- Timothy Mahr
- Martin Mailman
- George Donald Mairs
- Ernest Majo
- Jevgeni Petrovitsj Makarov
- Klaus Mäkelä
- Jan Maklakiewicz
- Johann Makos
- Jerzy Maksymiuk
- Jaroslav Malina
- Jean-Claude Malgoire
- Richard Maltby sr.
- Vincenzo Maltese Fauci
- František Maňas
- Luigi Mancinelli
- Claudio Mandonico
- Giuseppe Manente
- Cesare Manganelli
- Michele Mangani
- August Manns
- Gian Battista Mantegazzi
- Simone Mantia
- Herrebaut Manuel
- Francesco Marchesiello
- Giulio Andrea Marchesini
- Luigi Marchetti
- Lorenzo Marcolina
- Jaroslav Maren
- Romualdo Marenco
- Giuseppe Mariani (1840-1904)
- Giuseppe Mariani (1898-1982)
- Pietro Marincola
- Louis Marischal
- Lev Markiz
- Josef Markovský
- Carlos Martins Marques
- Carlos Manuel Pires Marques
- Ernesto Marquina Narro
- Pascual Marquina Narro
- Neville Marriner
- Josef Marschang
- Vicent Martí Ferrer
- José María Martín Domingo
- Francisco José Martínez Gallego
- Josep Miquel Martínez Giménez
- Pascual Martínez Martínez
- Ramón Martínez Segura
- Russ Martino
- Tauno Marttinen
- Ramón Mas López
- Miguel Ángel Más Mataix de La Cañada
- Juan Vicente Mas Quiles
- Tiburtio Massaini
- Bruto Mastelli
- Kurt Masur
- Lovro von Matačić
- Martín Matalon
- Miguel Ángel Fernández Mateu
- William James Mathias
- Gerardo Matos Rodríguez
- Alfonso Matrella
- Isao Matsushita
- Earl A. Mattei
- Gerhard Matthes
- René Matthes
- Rodolfo Mattiozzi
- Josef Matys
- Anton Mauerhofer jr.
- Anton Maurer
- Karl Maurer
- Paul Mauriat
- Mathieu Max
- Everett Maxwell
- Roger May
- Kornel Mayer
- Harry S. Mayhall
- Tommaso Mazzola
- Clark McAlister
- Robert McAnally
- W. Francis McBeth
- Joseph C. McCanles
- Frank McCarty
- W. Dwight McCaughey
- William McCauley
- Cort McClaren
- David S. McCosh
- D. Mark McCoy
- Earl E. McCoy
- Mark McDunn
- Benjamin George McFall
- Donald McGinnis
- Anne McGinty
- Neil McKay
- Barry McKimm
- William Thomas McKinley
- James McLeod
- Catherine McMichael
- Valentin Mechilina
- Leonardo Medeiros Cymbron
- Peter Meechan
- Zubin Mehta
- Franz Meier
- Alfons Meier-Böhme
- Johan Meijer
- Emil Meinardus
- Paul Meinhold
- Stephen Melillo
- Bjørn Mellemberg
- Laurent Menager
- Karl-Heinz Mendelson
- Llorenç Mendoza
- Yehudi Menuhin
- François Menichetti
- Leonard Viktor Meretta
- Robert Mersey
- Boris Mersson
- Theodore Mesang
- Karl Messner
- Paul Mestrozi
- Leon Metcalf
- Theodore Metz
- Franz Josef Meybrunn
- Erik Meyer-Helmund
- Miguel C. Meyrelles
- Jean-François Michel
- Ferruccio Michelini
- José Miguel Mico Castellano
- Hans Mielenz
- Jiro Mikami
- Dwayne S. Milburn
- Gene F. Milford
- Charles Miller
- Frederick S. Miller
- Hiram C. Miller
- Malloy Miller
- Marius Millot
- Anthony Milner
- Leo Mimmler
- Charles Minelli
- Augustus Minker
- Shlomo Mintz
- Arnulfo Miramontes
- Eiichi Misawa
- Fritz Mischlinger
- Joshua Missal
- Anthony A. Mitchell
- Ian L. Mitchell
- Rex Mitchell
- Akira Miyagawa
- Shuko Mizuno
- Ilan Mochiach
- Hans Moeckel
- Ronald L. Moehlman
- Carl Christian Møller
- Roger Moens
- Martin Mösl
- DeLoyce Moffitt
- Michael A. Mogensen
- Richard Mohaupt
- Philipp Mohler
- Roderich Mojsisovics von Mojsvár
- José Francisco Molina Pérez
- José Molina Comino
- Tom Molter
- José Pablo Moncayo García
- Vicente Moncho
- Angelo Montanari
- Umberto Montanaro
- Paul Montavon
- Ángel Antonio Montes Abalde
- Xoán Montes Capón
- David Moore
- Donald I. Moore
- Douglas Stuart Moore
- Earl V. Moore
- J. David Moore
- Erik Morales
- Pedro Morales Muñoz
- Acácio Aires Moreira da Silva
- François Morel
- Bertrand Moren
- Abel Moreno Gómez
- Francisco Javier Moreno Ramos
- Mariano Mores
- Oscar Moret
- David Sydney Morgan
- Friedel Moritz
- Ennio Morricone
- Haydn Morris
- John Joseph Morrissey
- Harry Mortimer
- Richard Moryl
- Isaak-Ignaz Moscheles
- Friedrich Moser
- Karl Moser
- Angelo Mosiello
- Earl M. Moss
- John Moss
- Moritz Moszkowski
- Hubert Motay
- David Moule-Evans
- Jean-Joseph Mouret
- Karl Mühlberger
- Albert Müller
- Alwin Müller
- Arno Müller
- Erwin Müller
- Florian Mueller
- Frederick A. Mueller
- Hans Müller
- Hugo Müller
- Johann Müller
- Johann Heinrich Müller
- József Müller
- Karl-Friedrich Mueller
- Matthias Müller
- Rolf-Hans Müller
- Willy Müller (Zwitsers componist)
- Volkmar Müller-Deck
- Dominic Muldowney
- Traugott Munkelt
- Vano Muradeli
- Ilja Mushin
- Willard Isaac Musser
- Luigi Musso
- Ralph D. Mutchler
- Riccardo Muti
- Gerbert Mutter
- David Myers
- Francis A. Myers

## N
- Kenshi Nagai
- Keisaku Nagano
- Kent Nagano
- Paul Nagle
- Jun'ichi Naito
- Yoshio Nakahashi
- Camillo De Nardis
- Gary Powell Nash
- Masakazu Natsuda
- Jérôme Naulais
- Siegfried Naumann
- Óscar Navarro González
- Pedro Navarro jr.
- Hiroshi Nawa
- Lelo Nazário
- Larry Neeck
- Francesco Paolo Neglia
- Alois Neidhardt
- Heinrich August Neithardt
- Heinrich Gottlieb Neithardt
- Václav Nelhýbel
- Oliver Nelson
- Ron Nelson
- Ondřej Němec
- Alberto Nepomuceno
- Jan Křtitel Jiří Neruda
- Viktor Ernst Nessler
- Joseph Nesvadba
- Francisco Neto
- Fritz Neuböck
- Albert Neudel
- Carl Neudel
- Fritz Neukomm
- Elmar Neulinger
- Carl Neumann
- Václav Neumann
- Sepp Neumayr
- João Neves
- Pio Carlo Nevi
- Kent Newbury
- John David Newsome
- Roy Newsome
- Rodney Newton
- Arthur Ney
- Yannick Nézet-Séguin
- James Niblock
- Joseph Weston Nicholl
- René Nicolas
- Umberto Nicoletti
- Hermann Nielebock
- Adolf Kristoffer Nielsen
- Kai Verner Nielsen
- Ludvig Nielsen
- Herbert Nieswandt
- Arthur Nikisch
- Nils E. Nikolaisen
- Edward B. Nilsen
- Torsten Nilsson
- Pierre Nimax sr.
- Vincent Daniel Nirella
- Jun Nishino
- Yuri Nitta
- Otto Nitze
- Rolf Nøddelund
- Norbert Nohe
- Wilhelm Nolte
- Mitsuo Nonami
- Bert Noteboom
- Wilhelm Friedrich Norbisrath
- Kevin Norbury
- Roger Norrington
- Karel Nováček
- Rudolf Nováček
- Michele Novaro
- Johann Novotný
- Jerry Nowak
- Feliks Nowowiejski
- José Maurício Nunes Garcia
- Attilio Nuti
- Jens Nygaard
- Morine A. Nyquist
- Knut Nystedt

## O
- Heinrich Oberortner
- Prokop Oberthor
- Robert O. O'Brien
- Rudolf Obruča
- Anders Ørbæk
- Klaus Østby
- Johann Österreicher
- Hisao Ogawara
- Jayce John Ogren
- Mika Oishi
- Grant K. Okamura
- Alessio Olivieri
- Sean O'Loughlin
- Ole Olsen
- Charles O'Neill
- Satoru Onuma
- Erich Opitz
- Wayne Oquin
- Len Orcino
- James Ord Hume
- John O'Reilly
- Daniel Oren
- Eugene Ormandy
- Rafael Oropesa Clausín
- Pedro Orozco González
- Buxton Orr
- Juan Orrego-Salas
- Giovanni Orsomando
- Hans Orterer
- Ernest W. Ortone
- Donald Osgood
- Leroy Osmon
- Nuno Osório
- Glenn Osser
- Eric Osterling
- Eurydice V. Osterman
- Acton Eric Ostling
- David Ott
- Cristóbal Oudrid y Segura
- Eiji Oue
- Graham T. Overgard
- William Owens
- Seiji Ozawa

## P
- Alois Pachernegg
- Rainer Padberg
- Karol Pádivý
- Ferdinando Francesco Paër
- Jean-François Paillard
- Julián Palanca Masiá
- Louis Salvador Palange
- Manuel Palau Boix
- Hermann Pallhuber
- Ignaz Michaël Palmer
- Robert Glenn Palmer
- Alfredo Palombi
- Giuseppe Pando
- Frank Panella
- Robert Major Panerio sr.
- Martino Pannocchia
- Antonio Pantión Pérez
- Joseph Pappas
- Gabriel Parès
- Charles Wesley Parker
- Albert Parlow
- Kurt Pascher
- José Rafael Pascual Vilaplana
- Gregory Pascuzzi
- Luis Pasquet
- Ramón Pastor Gimeno
- Andy Patterson
- Edmund Patzke
- Anton Pauker
- Ernst Julius Paul
- Heinz Dieter Paul
- Anton Paulik
- John Paulson
- Joseph Paulson
- Karl Freiherr von Paumgarten
- Karl Pauspertl
- Jan Pavlis jr.
- Jan Pavlis sr.
- Robert Payer
- John P. Paynter
- Jakob Mathias Pazeller
- Andrew Pearce
- Bruce Pearson
- Robert H. Pearson
- József Pécsi-Prichystal
- Florian Pedarnig
- Francesco Pellegrino
- Carlos Pellicer Andrés
- Esteban Peña Morell
- Krzysztof Penderecki
- Jean-Paul Penin
- Giovanni Pennacchio
- John Pennington
- Gerardo Pérez Busquier
- Pascual Pérez Choví
- Miguel Pérez Díaz
- Camilo Pérez Laporta
- Camilo Pérez Monllor
- Juan Pérez Ribes
- Antonio Pérez Verdú
- José Pérez Vilaplana
- Frank S. Perkins
- Klemens Perner
- André Pernet
- Pietro Pernice
- Eugenio Perolini
- Alessandro Peroni
- Vincent Persichetti
- Louis-Luc Loiseau de Persuis
- Alwin Peschke
- Libor Pesek
- Joseph Peters
- Stan Pethel
- Ferdinand Petr
- Mauro Petrucci
- Shabtai Arieh Petrushka
- William E.M. Pettee
- August Petzmann
- Karl Pfortner
- Joseph C. Phillips jr.
- Richard Phillips
- Phoon Yew Tien
- Sebastián Piana
- Giuseppe Piantoni
- Albert R. Piato
- Claude Pichaureau
- Ernst Pichler
- Josef Pičman
- Miguel Picó Biosca
- Johann Gottfried Piefke
- Rudolf Piefke
- Frank A. Piersol
- Friedrich Piket
- Johann Pilles
- José Alberto Pina Picazo
- Theodor Pinet
- Luís Álvares Pinto
- Carlo Pirola
- Regina Pitscheneder
- Carlo Alberto Pizzini
- Michel Plasson
- Anton Plate
- Kenneth Platts
- Friedrich Pleyer
- Anthony Plog
- Gottfried Plohovich
- Josef Eduard Ploner
- James D. Ployhar
- Wilhelm Pochmann
- Franz Pollak
- Jean-Pierre Pommier
- Julien Pondé
- Géza Pongrácz
- Geoffery Poole
- Reid Poole
- Ciprian Porumbescu
- Joseph Potužník
- Thomas James Powell
- Paul Prager
- Stephen Philip Pratt
- Jindřich Praveček
- Jean Preckher
- Ferdinand Preis
- Harry Prendiville
- William Henry Presser
- Georges Prêtre
- Velino M. Preza Castro
- Richard Maldwyn Price
- Heinrich Proch
- Louis Prodhomme
- Adam Prohászka
- Arthur Pryor
- Alfredo Pucci
- Salvatore Pucci
- Mariano Puig Yago
- Janis Purins
- Lorenzo Pusceddu
- Rachel Podger

## Q
- Qu Xiao-Song
- Pasquale Quatrano
- Santiago Arnaldo Quinto Serna

## R
- Henri Rabaud
- Sébastien Rabiller
- Baron Rabinovitsj
- Sergej Rachmaninov
- Ferdinand Radeck
- Heribert Raich
- Priit Raik
- Stuart Raleigh
- Emil Rameis
- Jürgen Ramin
- Armando Ariel Ramírez Marín
- Asca Rampini
- Eugene C. Ramsdell
- Ture Rangström
- Hermann Rappel
- Gal Rasché
- Luigi Rattaggi
- Simon Rattle
- Walter Ratzek
- Joseph François Rauski
- Gardner Read
- Thomas L. Read
- José A. Rebollar Sorribes
- August Reckling
- Robert Redhead
- Alfred Reed
- H. Owen Reed
- Jay C. Rees
- David Wallace Reeves
- Max Reger
- Franz Regli
- Hermann Regner
- Kurt Rehfeld
- Josef Řehoř
- Maurice Reichard
- Santiago Reig Pascual
- Alwin Reindel
- Carl Reinecke
- Steven Reineke
- Hans Reinhardt
- Rudolf Reinhardt
- Franz Reinl
- Álvaro Reis
- Louis Reisacher
- Rudolf Reisner
- Tibor Reisner
- Carl Gottlieb Reißiger
- Friedrich August Reißiger
- Fritz Reitz
- William Relton
- Francisco Relva Pereira
- Rudolf Renggli
- Wolf Renz-Herzog
- José Luis Represas Carrera
- Felix Resch
- Walter Rescheneder
- Francis Eugene Resta
- Silvestre Revueltas
- H. Robert Reynolds
- William Donald Revelli
- Gian Piero Reverberi
- Jean-Pierre Revoil
- Franz Rezek
- Timothy Rhea
- Rhené-Baton
- William E. Rhoads
- Samuel Rhodes
- Douglas Richard
- Raymond Richard
- Goff Richards
- Joseph John Richards
- Norman Richardson
- Willy Richartz
- Carl Arthur Richter
- František Xaver Richter
- Franz Richter Herf
- Karl Richter
- Frederick Joseph Ricketts
- Randolph R. Ricketts
- Manuel Rico Gómez
- Reginald Clifford Ridewood
- Lothar Riedinger
- Wallingford Riegger
- Henri Jean Rigel
- Henri-Joseph Rigel
- Helmuth Rilling
- Drake Rimmer
- William Rimmer
- Andrew Rindfleisch
- Patrik Ringborg
- Jörg Ringgenberg
- Adi Rinner
- Jaime Francisco Ripoll Martins
- João Guilherme Ripper
- Oreste Riva
- Emilio Rivela
- Luis Rivera González
- Josef Rixner
- Jacques Rizzo
- Charles J. Roberts
- Stephen Roberts
- Ian Robinson
- Alfred George Robyn
- Henry Robyn
- William Robyn
- Winfried Roch
- Johann Gottfried Rode
- Willy Rodel
- Miquel Rodrigo i Tamarit
- Robert Xavier Rodríguez
- Anton Röllin
- František Antonín Rössler
- Alois Röthlin
- Edouard Roethlisberger
- Roger Roger
- Robert Mark Rogers
- Walter Bowman Rogers
- Lorenz Rohde
- Ramón Roig Torné
- Mario Roig Vila
- Robert Rollin
- Thomas H. Rollinson
- Sigmund Romberg
- Antonio Romeo
- Elena Romero Barbosa
- Rob Romeyn
- Charly Roncat
- Gustav Roob
- Thomas Root
- Cyril Bradley Rootham
- Artturi Rope
- José Santos Rosa
- Juventino Rosas Cadenas
- Jerome Rosen
- George M. Rosenberg
- Hilding Rosenberg
- David C. Rosenboom
- Steven L. Rosenhaus
- George Rosenkrans
- Anton Rosenkranz
- Friedrich Rosenkranz
- Gustavo Rossari
- Frederick Rosse
- Albert Rossow
- Mstislav Rostropovitsj
- Philip Rothman
- Steve Rouse
- Nicolas Roussakis
- Elena Roussanova Lucas
- Santtu-Matias Rouvali
- Gennadi Rozjdestvenski
- Josef Richard Rozkošný
- José Rozo Contreras
- Hilarion Rubio y Francesco
- Attilio Rucano
- Gregory B. Rudgers
- Rolf Rudin
- Theo Rüdiger
- Georg Rüssmann
- Pietro Ruggeri
- Emil Ruh
- Robert W. Rumbelow
- Arne Running
- Viktor Sergejevitsj Runov
- Arnold Rust
- Friedrich Wilhelm Rust
- Arnošt Rychlý
- Sam Rydberg

## S
- Gustav Sabac-el-Cher
- Enrico Sabatini
- Karl Safaric
- Vincent Frank Safranek
- Arnold Safroni-Middleton
- Seiji Sagawa
- Floyd J. Saint Clair
- Takanobu Saito
- Ushimatsu Saito
- Miro Saje
- Tomáš Sak
- Kathryn Salfelder
- Jorge Salgueiro
- Antonio Salieri
- Esa-Pekka Salonen
- Rolf Werner Salzmann
- Samoeil Samosoed
- Carmelo Luca Sambataro
- Giovanni Battista Sammartini
- Luís Sanjaime Meseguer
- Ignacio Sánchez Navarro
- Pablo Sánchez Torella
- Bernabé Sanchís Sanz
- Vicente Sanchís Sanz
- Kurt Sanderling
- Robert Levine Sanders
- Josef Sangl
- Charles Sanglear
- José Joaquín Sanjuán Ferrero
- Juan Franciso Sanjuán Rodrigo
- Pedro Sanjuán Nortes
- Vicente Sanoguera Rubio
- Lucio San Pedro
- William Frederick Santelmann
- William Henry Christian Santelmann
- Rodrigo Alfredo de Santiago
- Jonathan Santore
- Enrique Santos
- Rick van Santvoord
- Rafael Sanz Espert
- Jerzy Sapieyevski
- Jukka-Pekka Saraste
- Heinrich Saro
- Miguel Àngel Sarrió Nadal
- David P. Sartor
- Chosuke Sato
- Aram Movsejevitsj Satoents
- Friedrich Satzenhoven
- Richard L. Saucedo
- Manuel Saumell
- Louis Saverino
- Domenico Savino
- Joseph Rudolph Sawerthal
- Ladislav Josef Filip Pavel Sawerthal
- Václav Hugo Sawerthal
- Richard S. Saylor
- Charles Sayre
- Berado Sbraccia
- Francesco Maria Scala
- A. Louis Scarmolin
- J. Mark Scearce
- Helmut Schaal
- Anton Schabl
- Johannes Schade
- Hans Schadenbauer
- Hermann Schäfer
- William Schaefer
- Willis Schaefer
- Don Schaeffer
- Franz Schaffranke
- Hilger Schallehn
- Gerd Schaller
- Franz Scharoch
- Franz Scheibelreither
- Karl Schell
- Emil Schenk
- Adolf Scherzer
- Eduard Scherzer
- Friedrich Schick
- Lalo Schifrin
- Kurt Schild
- Walter Schild-Schnyder
- Emile Schillio
- Louis Alexander Balthasar Ludwig Schindelmeisser
- Rolf Schirmer
- Loras John Schissel
- Irving Schlein
- Ludwig Schlögel
- Gert Schlotter
- Peter Schmalz
- Franz Schmid
- Hans Schmid
- Karl Schmidinger
- Hans Schmidt
- Hermann Schmidt
- Michael Ludwig Schmittroth
- Helmut Schmitzberger
- Peter Schneeberger
- Rolf Schneebiegl
- Friedrich Schneider
- Georg Abraham Schneider
- Hans Schneider (1855)
- Hans Schneider (1906)
- Hans Schneider (1921)
- Hermann Josef Schneider
- Manfred Schneider
- Willy Schneider
- Walter Schneider-Argenbühl
- Hardy Schneiders
- Wilfried Schnöke
- Heinz Schoenenberger
- Karl Schönfeldinger
- Max Schönherr
- Gerhard Scholz-Rothe
- Fritz Schori
- Albert Schorno
- Friedrich Schröder
- Martin Schröder
- Hermann Schröer
- Rudolf Schrumpf
- Willy Schütz-Erb
- Ervín Schulhoff
- Gunther Schuller
- William Schuman
- Richard Schumann
- Fritz Schuppisser
- Hermann Schwander
- Walter Schwanzer
- Otto M. Schwarz
- Stephan Schwarz
- Hans Schwerzmann
- Josef Schwerzmann
- Sepp Schwindhackl
- Ray Sciberras
- Patrice Sciortino
- James Sclater
- William Scouton
- Frederick Preston Search
- Salvador Sebastiá López
- Gabriel Šebek
- Gerald John Sebesky
- András Sebestyén
- Karel Richard Šebor
- Peter Seeger
- Max Seidenspinner
- Josef Seidl
- Sigismund Seidl
- Anton Seifert
- Paul Seitz
- Roland Forrest Seitz
- Adolphe Sellenick
- Josep Robert Sellés i Camps
- Frank R. Seltzer
- André Semler-Collery
- Jules Gaspard Semler-Collery
- Jules Semler-Collery
- Antonio Sendra Cebolla
- Henri Senée
- Munetoshi Senoo
- Valdemar Sequeira
- Julius Seredy
- Tibor Serly
- Giovanni Serra
- Luis Serrano Alarcón
- Tokichi Setoguchi
- Marek J. Seyfried
- Ayatey Shabazz
- Charles Shackford
- David Shaffer
- Jeffrey Sharkey
- Trevor L. Sharpe
- Jeffrey D. Shaw
- Robert Sheldon
- Melvin Leroy Shelton
- Bright Sheng
- Wesley Shepard
- George Dallas Sherman
- Leroy Shield
- Daisuke Shimizu
- Ko Shishikura
- Motoyuki Shitanda
- Thomas V. Short
- Ronald Shroyer
- Giusep Maria Sialm
- Jean Sibelius
- Edrich Siebert
- Rudolf Siebold
- Ludwig Siede
- Fritz Siegfried
- Elie Siegmeister
- Edmund J. Siennicki
- Paul Sigmund
- Friedrich Silcher
- Cayetano Alberto Silva
- Clementino Silva
- Kenneth Denton Simmons
- Frank Simon
- Joeri Simonov
- Gardell Simons
- Albert Ernest Sims
- Vasili Sinajski
- Francisco Signes Castelló
- George Siravo
- Hampson Sisler
- Engelbert Sitter
- Anton Siuschegg
- Will Skaggs
- Craig Skeffington
- Charles Sanford Skilton
- Joseph E. Skornicka
- Josef Dominik Škroup
- Stanisław Skrowaczewski
- Leonard Slatkin
- John Slatter
- Anita Sleeman
- Yngve Slettholm
- Earl Slocum
- Egil Steinar Smedvig
- Václav Smetáček
- Blahoslav Smišovský
- Leo Smit
- Claude T. Smith
- Clay Smith
- Jerry Neil Smith
- Leonard B. Smith
- Rob Smith
- Robert W. Smith
- Ethel Mary Smyth
- Jack Snavely
- Howard Snell
- Eddy Snijders
- Herman Snijders
- Kenneth M. Snoeck
- James Sochinski
- Johan August Söderman
- Ardjoena Soerjadi
- Christóbal Soler Almudéver
- Anton Othmar Sollfelner
- Georg Solti
- Marco Somadossi
- Siegfried Somma
- Øistein Sommerfeldt
- Gottfried Sonntag
- Fortunato Sordillo
- Jean-Michel Sorlin
- Pablo Sorozábal Mariezcurrena
- Harry Sosnik
- Ludvík Soukup
- František Soukup
- John Philip Sousa
- George Southwell
- Emiliano Spadaccini
- Gale Laverne Spears
- Jared Spears
- Walter Spieler
- Charles Richard Spinney
- Josef Spirk
- Louis Spohr
- Adelbert Wells Sprague
- Franz Springer
- Anthony Spurgin
- Wilhelm Anton Stärk
- Georg Stahl
- Richard Stahl
- Jan Václav Antonín Stamic
- Carl Stamic
- Pavel Staněk
- David Stanhope
- Derek Stannard
- Scott Stanton
- Hermann Starke
- Karel Šťastný
- Ludvík Šťastný
- F. Leslie Statham
- Donald W. Stauffer
- Ray Steadman-Allen
- Johann Stegfellner
- Leon Stein
- Heinrich Steinbeck
- Jeffrey Steinberg
- Max Steiner
- William Steinohrt
- Konrad Stekl
- Frank Stemper
- Michael Stern
- Manfred Sternberger
- Johannes Stert
- Louis Stewart
- Ernst Stieberitz
- William Grant Still
- Hans Stilp
- Stuart Stirling
- David Stock
- Gottfried Heinrich Stölzel
- Eric Stokes
- Leopold Stokowski
- Emil Štolc
- Siegfried Stolte
- Thomas Stone
- Charles Storm
- Mike Story
- Paul M. Stouffer
- John William Stout
- Albert Stoutamire
- Heinrich Stranner
- Johann Strauss sr.
- Richard Strauss
- Josef Strebinger
- Peter Streck
- Martin Streule
- Josef Striczl
- Lamar Edwin Stringfield
- Jiři Strniště
- Otto Strobl
- Richard Stroud
- Hugh M. Stuart
- René Stucki
- Walter Stucki
- Steven Stucky
- Vladimír Studnička
- Norbert Studnitzky
- Bruno Stürmer
- Joseph Stuessy
- Larry L. Stukenholtz
- Joseph Hartmann Stuntz
- Joel Eric Suben
- James Sudduth
- Robert Suderberg
- Meiro Sugahara
- Koichi Sugiyama
- Bruno Sulzbacher
- Yosaku Suma
- Reinhard Summerer
- Geir Sundbø
- Robert Sund
- Josép Suñer Oriola
- Armin Suppan
- Hirvo Surva
- José Susi López
- Masato Suzuki
- Takayoshi Suzuki
- Takeo Suzuki
- Johan Svendsen
- Jevgeni Svetlanov
- Oldřich Svoboda
- Tomás Svoboda
- Hans Swarowsky
- James Swearingen
- Michael Sweeney
- Albert C. Sweet
- Guido Swelsen
- Edwin Swift
- Hans Swoboda
- Sándor Szeghő
- George Szell
- Friedrich Szepansky
- Bolesław Szulia

## T
- Tsutomu Tajima
- Toru Takahashi
- Minoru Takayama
- Václav Talich
- Yoav Talmi
- Marco Tamanini
- Francisco Tamarit Fayos
- Geoffroy Tamisier
- Fumio Tamura
- Kumiko Tanaka
- Kelly Tang
- Alexandre Tansman
- Sepp Tanzer
- Giovanni Tarditi
- Jeffrey Tate
- Tomohiro Tatebe
- John J. Tatgenhorst
- Willibald Tatzer
- Otto Tausk
- Carlos Taveira
- Corwin H. Taylor
- John Siebert Taylor
- Les Taylor
- Carl Teike
- Georg Philipp Telemann
- Stefano Tempia
- Miguel Enrique de Tena Péris
- Klaus Tennstedt
- José Teruel Vidal
- Karel Bernard Tesař
- Jaime Texidor Dalmau
- Sepp Thaler
- Karl von Thann
- Moritz von Thann
- Christopher Theofanidis
- Thierry Thibault
- Charles Frederick Thiele
- Frode Thingnæs
- Albert Thiry
- Franz Thomasser
- Randall Thompson
- William Ennis Thomson
- Michael Tilson Thomas
- Cedric Thorpe Davie
- Gilbert Tinner
- Fernand Tinturier
- Michael Tippett
- Antonín Emil Titl
- Albert Tittel
- Nehemias Tjernagel
- Theodore Moses Tobani
- Akira Toda
- Zdeněk Tölg
- Richard Toensing
- Henri Tomasi
- Ernest Tomlinson
- Enrique Torró Insa
- Idar Torskangerpoll
- Yan Pascal Tortelier
- Gaspar Ángel Tortosa Urrea
- Arturo Toscanini
- Gaetano Tosi
- Franz Totzauer
- Colin Michael Touchin
- Declan Townsend
- Eiichi Toyama
- Yuzo Toyama
- Thomas Trachsel
- Gerhard Track
- Siegfried Translateur
- Friedrich August Trenkler
- Otakar Trhlík
- Bohumil Trnečka
- Otto Trobäck
- Erwin Trojan
- Václav Trojan
- Hubert Tropper
- Bogdan Trotsoek
- Charles Trussel
- Michel Trux
- Oscar Tschuor
- Semjon Tsjernetski
- Eisei Tsujii
- Ichitaro Tsujii
- Setsuo Tsukahara
- Antonín Tučapský
- Terig Tucci
- Christopher Tucker
- Joaquín Turina Pérez
- Ugo Turriani
- Joseph Turrin
- Walter Tuschla
- Burnet Tuthill
- Geirr Tveitt
- Thomas Tyra
- Jeff Tyzik

## U
- David A. Uber
- Budd Udell
- Michael W. Udow
- Ernst Robert Uebel
- Alfred Uhl
- František Uhlíř sr.
- Jan Uhlíř
- John Ulrich
- Henk Ummels
- Carl Ludwig Unrath
- Rudolf Urbanec
- Frank Urfer

## V
- Vilém Vacek
- Václav Vačkář
- David van Vactor
- Osmo Vänskä
- Ira Francis Vail
- Victoriano Valencia Rincón
- Michael Valenti
- Andres Valero-Castells
- Francisco José Valero-Castells
- Gunnar Valkare
- Jean-Philippe Vanbeselaere
- Adolf Vančura
- Hale Ascher VanderCook
- Emanuel Vardi
- Béla Vavrinecz
- Diego Vega
- Gottfried Veit
- Leonardo Velázquez
- Pavel Josef Vejvanovský
- Jaromír Vejvoda
- Fritz Velke
- Amedeo Vella
- Jan Nepomuk Vent
- Frank Leo Ventre
- Francesco Maria Veracini
- Alessandro Vessella
- Joseph Vézina
- Oscar V. Vidal i Belda
- Paul Vidal
- Piero Vidale
- Karl Vigl sr.
- Karl H. Vigl jr.
- Philippe Vignon
- Ricardo Villa González
- Jose Rafael Villa Plana
- Jari Villanueva
- Miguel Villar Glea
- Charles A. Villeneuve
- Franz Villgrattner
- Domenico Villoni
- Carl Vine
- Daniele Vineis
- Gilbert Vinter
- Daniel-André Vitek
- Amadeo Vives
- Fritz Voegelin
- Friedrich Wilhelm Voigt
- Hans Vonk
- Antonín Vranický
- Ger Vos
- Pavel Vranický

## W
- Kaoru Wada
- Paul Wäldchen
- Oliver Waespi
- Douglas E. Wagner
- Joseph Franz Wagner
- Siegfried Wagner
- Eduard Wagnes
- Yoshito Wakabayashi -
- Johann Heinrich Walch
- Kevin Walczyk
- Émile Waldteufel
- Morten J. Wallin
- Johannes Simon van der Walt
- Bruno Walter
- Harold L. Walters
- Michael Walters
- Günter Wand
- Volker Wangenheim
- Robert Ward
- Robert Washburn
- Urato Watanabe
- Franz Watz
- Frank Rush Webb
- Ernest Weber
- Hans Weber
- Heinz Weber
- Helmut Weber
- Kurt Weber
- Stephan Weidauer
- Felix Weingartner
- John Jacob Weinzweig
- Frieder Weissmann
- Dan Welcher
- David L. Wells
- Marcel Wengler
- Floyd Werle
- Jean-Jacques Werner
- Øyvind Westby
- Karl Wetaschek
- Gustave Wettge
- Paul Whear
- Jiggs Whigham
- Eric Whitacre
- Kenneth George Whitcomb
- Clarence Cameron White
- Gary C. White
- Tyler Goodrich White
- Maurice Whitney
- William G. Whittaker
- David Whitwell
- Ian Whyte
- Ivar Widner
- Viktor Widqvist
- Josef Wiedemann
- Rolf Wiedemann
- Wilhelm Wieprecht
- Rob Wiffin
- Bram Wiggins
- James Wilcox
- Charles Albert Wiley
- Frank Wiley
- Rolf Wilhelm
- Margaret Lucy Wilkins
- George Henry Willcocks
- Edgar Warren Williams
- Ernest Samuel Williams
- James Clifton Williams
- James Kimo Williams
- Patrick Williams
- Brian Scott Wilson
- Frank Winterbottom
- Michael Wittgraf
- Wolfgang Wössner
- Paul Woitschach
- Charles de Wolff
- Thorsten Wollmann
- Arthur Wood
- Gareth Wood
- Henry Wood
- Ray Woodfield
- Guy Woolfenden
- Kenneth Anthony Wright
- Hans Wübbers
- Klaus Wüsthoff
- Charles Wuorinen
- Rudolf Wyss

## X
- Wang Xi

## Y
- Masao Yabe
- Kosaku Yamada
- Hiroyuki Yamamoto
- Naozumi Yamamoto
- Nachman Yariv
- Charles D. Yates
- Ronald Yates
- Su-Han Yeh
- Benjamin Yeo
- Paul Yoder
- Peter Yorke
- Charles Rochester Young
- Donald Young
- Isang Yun
- Bruce Yurko
- Vladimir Michailovitsj Yurovskij

## Z
- Ivan Zajc
- Alfred Pasquale Zambarano
- Evžen Zámečník
- John S. Zamecnik
- Rudolf Zamrzla
- Karl Zaruba
- John Zdechlik
- Wilhelm Zehle
- Peter Zeipelt
- Franz Zelwecker
- Jaroslav Zeman
- Emanuel Žerovnický
- Richard Zettler
- Carl Michael Ziehrer
- Gary Ziek
- Roun Robert Rowan Zieverink
- Friedrich Zikoff
- Winfried Petrus Ignatius Zillig
- Charles A. Zimmermann
- Nicola Antonio Zingarelli
- Gerhard Zinke
- Franz Zita
- David Zinman
- Pinchas Zukerman
- Mischa Zupko
- Otto Zurmühle
- Theo van Zutphen
- Antonín Zváček
- Jaap van Zweden
- Christian Zimmermann